# Xisco Campos
Francisco Javier Campos Coll (Binisalem, Baleares, 10 de marzo de 1982), más conocido como Xisco Campos, es un exfutbolista español que jugaba de defensa.

## Trayectoria
Formado en la cantera del R. C. D. Mallorca, regresó al cuadro isleño en 2017 tras pasar por el Levante U. D., el Écija Balompié, el Real Murcia C. F., el C. D. Castellón, el Nàstic de Tarragona y la S. D. Ponferradina. Lo hizo con el equipo en Segunda B, acompañándolo en el regreso a Primera tras dos ascensos consecutivos.
El 31 de julio de 2020 abandonó nuevamente el conjunto balear, del que era el capitán, y un mes después decidió firmar por el Pontevedra C. F. En tierras gallegas estuvo una temporada y terminó jugando el último año de su carrera en el Zamora C. F.

## Clubes
| Club                     | País   | Año       |
| ------------------------ | ------ | --------- |
| R. C. D. Mallorca "B"    | España | 2001-2005 |
| Levante U. D. "B"        | España | 2006-2007 |
| Écija Balompié           | España | 2007-2008 |
| Real Murcia C. F.        | España | 2008-2010 |
| C. D. Castellón (cedido) | España | 2009-2010 |
| Gimnàstic de Tarragona   | España | 2010-2016 |
| S. D. Ponferradina       | España | 2016-2017 |
| R. C. D. Mallorca        | España | 2017-2020 |
| Pontevedra C. F.         | España | 2020-2021 |
| Zamora C. F.             | España | 2021-2022 |

## Palmarés

### Títulos nacionales
| Título             | Club              | País   | Año     |
| ------------------ | ----------------- | ------ | ------- |
| Segunda División B | Écija Balompié    | España | 2007-08 |
| Segunda División B | R. C. D. Mallorca | España | 2017-18 |